# Manera (Lomazzo)
Manera (La Manera in dialetto comasco, AFI: [maˈneːra]) è una frazione dei comuni di Lomazzo e Rovellasca, in provincia di Como.
Il centro abitato di Manera si trova proprio al confine di due municipalità: Lomazzo (nucleo storico di Manera) e Rovellasca (quartieri di nuova espansione).

## Storia
L'abitato di Manera nasce come cascina agricola posta sulla strada che da Saronno porta a Lomazzo, a metà tra Rovello Porro e Lomazzo. Nel Liber consulum civitatis Novocomi è citata con il nome di “Cassina de la Manera”; la popolazione registrata è di 23 fuochi, ossia 23 famiglie.
La cascina dipendeva dalla parrocchia di Lomazzo San Siro. Seguendo l'usanza che concedeva autonomia amministrativa alle cascine poste al di fuori dei centri abitati, le famiglie della cascina Manera eleggevano un proprio rappresentante. La funzione principale dei rappresentanti era quella di sovrintendere al riparto delle tasse che ciascuna comunità doveva versare allo Stato. Nell'Indice delle pievi e comunità dello Stato di Milano del 1753, Manera compare aggregata al comune di Lomazzo ed appartenente alla pieve di Fino.

## Monumenti e luoghi d'interesse

### Architetture religiose

#### La chiesa di San Bartolomeo
Manera è sede dell'omonima parrocchia appartenente alla diocesi di Como. Il patrono di Manera è San Bartolomeo. L'attuale chiesa parrocchiale è stata edificata nel 1946, al confine tra Lomazzo e Rovellasca, in sostituzione dell'antica chiesa, che si trovava in piazza Trento, la piazza centrale del nucleo storico della frazione. Il progetto venne affidato all'architetto Casiraghi Enrico di Milano. Il campanile era inizialmente compreso nel progetto e ne erano state gettate le fondamenta, ma a causa dei costi eccessivi non fu mai realizzato. La costruzione fu appaltata ad una ditta di Rovellasca.
La pianta della chiesa presenta tre navate, quella centrale termina con un'abside semicircolare. Il transetto è molto corto e, all'incrocio con la navata centrale è coperto da una cupola alla maniera lombarda che poggia su un tiburio ottagonale. Le alte vetrate policrome ne assicurano la luminosità, compongono diversi cicli narrativi rappresentano i simboli della passione in facciata, gli apostoli sulle navate laterali, Maria Regina Angelorum intorno all'abside, i quattro evangelisti nelle navatelle a fianco del presbiterio, simboli di San Antonio da Padova a nord e simboli mariani a sud del transetto.
La cripta è significativa per il suo arredo, realizzato da padre Costantino Ruggeri. Il tabernacolo è realizzato tramite una fusione metallica che richiama i motivi astratti delle vetrate e della porta finestra della cripta. Vi è inoltre una cappella dedicata alla Madonna della Tenerezza, contenente una statua metallica, che si rifà all'iconografia bizantina.
Il 1 maggio del 2017 sono ultimati i lavori di adeguamento del presbiterio. L'area presbiteriale è stata arricchita di manufatti in bronzo argentato realizzati da Costantino Ruggeri, come il tabernacolo, la croce pensile, la fioriera per la statua della Madonna e il candelabro per il cero pasquale, avvicinando lo stile a quello utilizzato per gli arredi della cripta sottostante.
Nel 2020 sono stati realizzati i lavori di restauro della copertura della chiesa.

## Cultura

### Eventi
La maggiore festività che si celebra a Manera è la ricorrenza patronale di San Bartolomeo.
È una radicata consuetudine locale che la ricorrenza patronale di San Bartolomeo non venga celebrata ad agosto, come da calendario liturgico, ma festeggiata a inizio settembre. In occasione della festa patronale viene organizzata una sagra dedicata a San Bartolomeo.

## Infrastrutture e trasporti
L'abitato di Manera è servito dalla stazione di Rovellasca-Manera della ferrovia Saronno-Como; la stazione è posta entro il territorio comunale di Rovellasca.
Il paese è attraversato dalla strada provinciale 30 Fino-Rovello
Il 28 febbraio 2022 è stato inaugurato il sottopasso che collega le vie ad ovest della ferrovia con il resto del paese. Conseguentemente sono stati chiusi anche i tre passaggi a livello di Via Carso, della stazione e del cimitero. Il costo dell'opera è di 5 milioni di euro, finanziato all 80% dalla regione Lombardia e al 20% dal Comune di Rovellasca. L'inaugurazione è stata seguita dal primo passaggio di un mezzo: un trattore di inizio XX secolo, come gesto simbolico a ricordare il passato agricolo del paese. Il sottopasso è dedicato alla Famiglia Carugati, una delle prime famiglie maneresi, insediatasi nel territorio già nel 1200

## Sport
Presso la parrocchia di Manera, nel Centro Sportivo Parrocchiale, è attivo un bocciodromo coperto, una delle poche strutture di questo tipo presenti in provincia di Como, nel quale sono disputati tornei di bocce di rilevanza interprovinciale. All'interno della stessa struttura vi è un campo da calcio e un campetto da basket.